# Перламутровка эвфросина

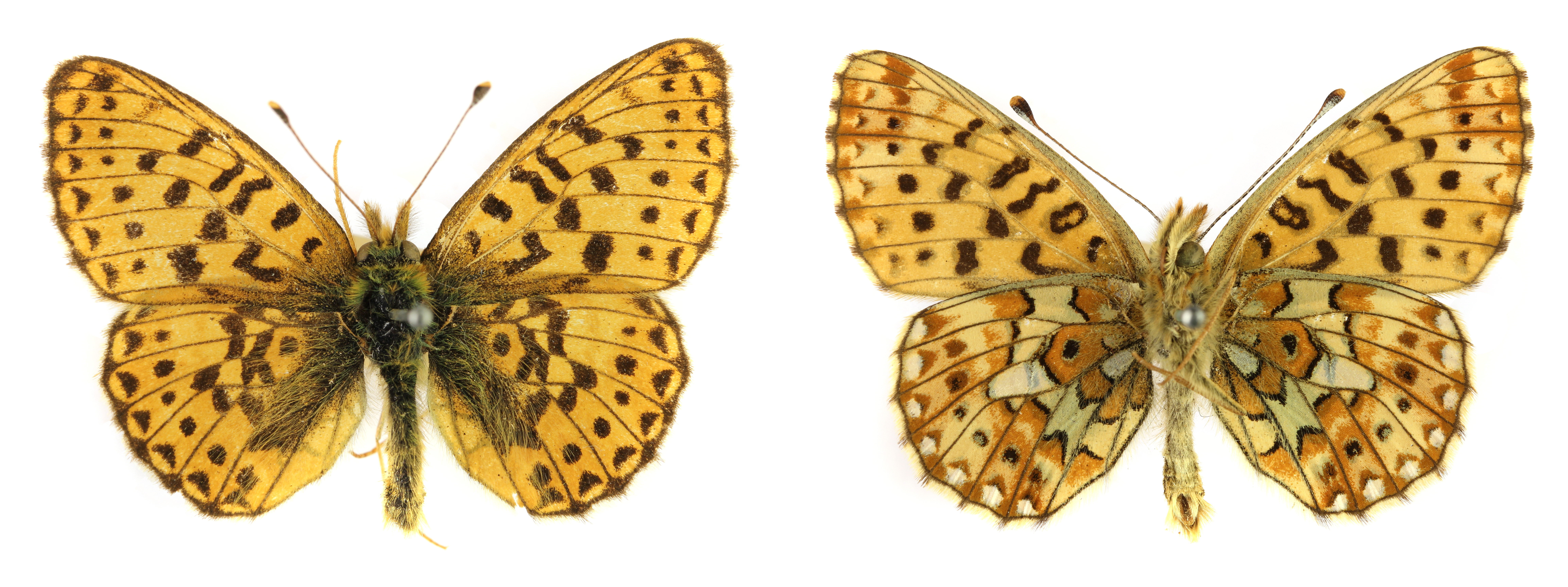
Расправленные экземпляры сверху и с испода

Перламутровка эвфросина (лат. Boloria euphrosyne) — вид бабочек из семейства нимфалид.

## Описание
Размах крыльев 38—46 мм. Оранжевая с чёрными пятнами на верхней стороне крыльев. На нижней — есть ряд серебристо-перламутровых меток расположенных по всей длине каймы крыла. Самка имеет более тёмные пятна на обеих парах крыльев. Гусеница чёрная с белыми или жёлтыми иголками по всей длине её тела.

## Распространение
Перламутровка эвфросина широко распространена на территории Европы от Скандинавии до Испании, и от Ирландии до России и Азии.

## Развитие
После спаривания самка откладывает яйца на листья папоротника-орляка (Pteridium aquilinum), если рядом растут некоторые виды фиалок (фиалка Ривинуса (Viola riviniana), фиалка собачья (Viola canina) или фиалка болотная (Viola palustris)).
Яйца бледно-жёлтые, с середины мая до конца июля. Стадия яйца 10—14 дней.
Сразу же после вылупления гусеница приступает к поглощению листвы. Спустя 5—6 недель, вырастает в три раза от своего первоначального размера. Каждая гусеница перед зимней спячкой сморщиваются под покровом опавшей листвы у подножия растений, обычно в конце июля. Пробудившись с зимней спячки, в марте, гусеница теряет половину своего веса. После периода кормления и роста, во время последней линьки пополнила свой вес и готова окуклиться.
Время лёта апрель — июль. Этот вид один из самых первых вылупляющихся видов болорий. Питание взрослых состоит из нектара весенних растений, например, живучки (Ajuga), одуванчика лекарственного (Taraxacum officinale) и лютика чистяка (Ranunculus ficaria).
Второй выводок появляется в течение августа.

## Среда обитания
Вырубки, свежие лесопосадки, с большим количеством орляка в нижнем ярусе или постилкой из опавших листьев дуба (Quercus).